# Claude Guimond
Pour les articles homonymes, voir Guimond.
Claude Guimond (né le 4 août 1963) est un agriculteur et homme politique québécois.

## Biographie
Né à Rimouski dans le Bas-Saint-Laurent, il est devenu député de Rimouski-Neigettes—Témiscouata—Les Basques en délogeant la députée sortante et ex-bloquiste Louise Thibault en 2008. Il est défait en 2011 par le néodémocrate Guy Caron.